# 아폴로 월면차

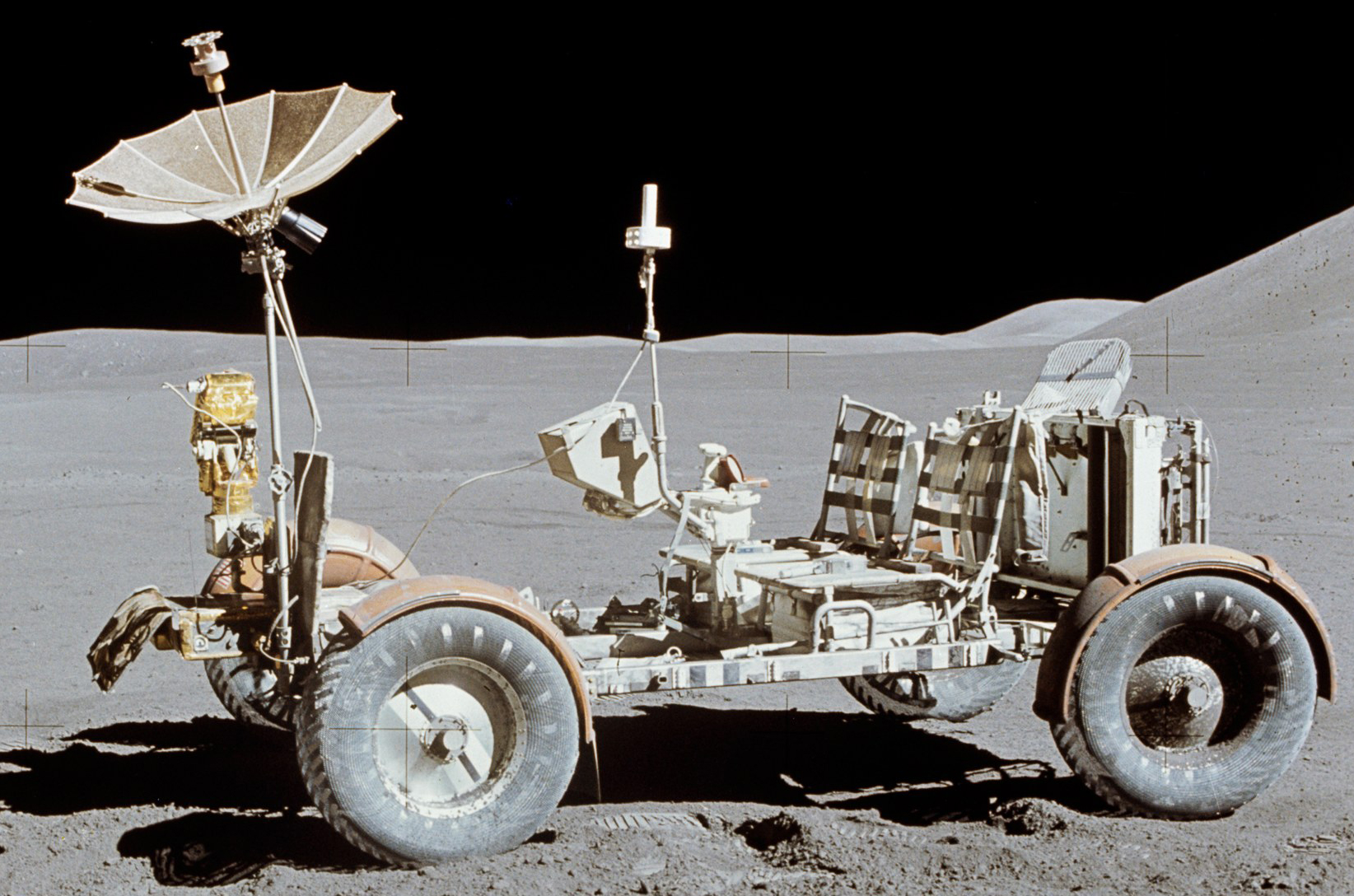
아폴로 15호 임무에서의 월면차

아폴로 월면차(-月面車, 영어: Lunar Roving Vehicle)는 아폴로 계획에서 달 표면에서 사용한 유인 탐사차이다. 아폴로 15호, 16호, 17호 임무에서 사용되었다.

## 배경
아폴로 11호를 비롯하여 12, 14호 등 세 차례의 달 정복에서는 비행사들이 생명유지장치·암석채취·카메라 등 무거운 짐과 장비로 활동이 자유롭지 못했다. 그 때문에 빨리 피로해지고 행동반경이 제한되었다. 아폴로 14호 때는 이러한 난제들을 해결하기 위해서 무게 9kg의 알루미늄제 달 수레를 이용했으나 이것을 끌고 다니는 비행사들의 호흡 곤란으로 큰 분화구에는 오르지 못하고 말았다. 월면차를 타면 걸을 때 산소 소모량도 1/3로 줄며 운반 능력도 대단히 커지게 된다.

## 특징
월면차는 무게 200kg에 네개의 바퀴에 각각 0.25마력의 엔진을 달아서 설계된 2인승 4륜차로 거친 달 표면에서의 주행(走行) 성능을 높인 것이다. 최고 12km까지를 내면서 활동을 한 월면차는 1차 달표면 활동에서 앞바퀴의 고장 등 사소한 착오는 있었으나 그 성능은 지구 무게로 합계 437kg의 사람과 짐을 실을 수 있고 최고 시속 16km, 25°까지의 경사를 오를 수 있으며 높이 30cm의 장애물을 넘을 수 있다. 주행 가능 거리는 120km이고 만약의 사고에 대비해서 우주인이 걸어서 돌아올 수 있도록 달 착륙선에서 반경 6km 이내에 머무르도록 되어 있다.